# Talotpot
Talotpot, auch talot pot (Thai ตะหลดปด), ist eine zweifellige Röhrentrommel, die in Thailand gespielt wird.
Die talotpot ist etwa einen Meter lang, besitzt einen leicht bauchigen hölzernen Korpus und zwei Trommelflächen aus Kuhhaut, die durch Riemen aus demselben Material gespannt werden. Sie wird benutzt in Ensembles zu Tempelzeremonien, als Tanzbegleitung bei buddhistischen Prozessionen und als Ankündigung kommender Festivitäten, wie Yi Peng und Songkran.
Verwandte thailändische Fasstrommeln heißen tapon, song na und klong thad.